# Пенту
Пенту (староегипатски: pnṯw)  био египатски племић, чувар печата и пратилац краља Доњег Египта,  пратилац Господара две земље, миљеник доброг бога, краљев писар, царев поданик,  шеф лекара и шеф суда, први слуга Атона (сунчевог диска који се у древној египатској митологији, у почетку схватан као један од аспеката бога Ра, који је касније је постао божанство у монотеистичкој, односно монистичкој религији Аменхотепа IV, који се прозвао Ехнатон).  Све ове функције показује колико је Панту би моћан у Старом Египту у време 18. династије. 

## Опште информације
Првобитно је Пенту био главни лекар  краљевске палате у новој престоници коју је Ехнатон основао у Акхетатону (Амарна). Вероватно је преживео преврате на крају периода Ахнетона јер је напустио обожавање бога Ра и измислио обожавање Атона, јединог бога представљеног на диску.  пре него што је Тутанкамон попео на трон древног египатског краљевства. Током владавине Тутанкамона, Пенту је служио као његов министар. Идентификација лекара Пентуа са Пенту везиром, међутим, није сигурна.

## Изградња гробнице
За живота  Пенту је саградио себи гробницу у Тел ел-Амарниу (гробница Амарна 5),  у којој   његови земни остаци никада нису идентификовани, па се сматра да вероватно никада није у њој  сахрањен.
Између 1902. и 1907. Норман де Гарис Дејвис, радио је под покровитељством Египатског фонда за истраживање (сада Друштва), спровео је свеобухватно архитектонско и епиграфско истраживање гробница Ехнатонових дворјана, у литицама источно од модерног села Амарни у средњем Египту. Том приликом установио је да је за владавина  фараона Ехнатона, која је почела отприлике 1353. године пре нове ере, била је време великих верских и политичких преокрета, а у Амарни је основан потпуно нови главни град, Акхетатон. То је такође било време великих иновација и промена у уметности, не само у стилу и садржају сцена исклесаних у две димензије.
Натпис који је откривен 2004. у каменолому кречњака у Даир Абу Хиннису бележи да се вађење камена из оовог каменолома вршило за изградњу малог Атонског храма под ауторитетом краљевог писара Пентуа 16. година, 3. месец Ахета, 15. дан владавине Ехнатона. Пенту који се помиње у натпису је вероватно исти Пенту који је био власник гробнице Амарне 5. Због његовог положаја главног свештеника у Атонском свештенству, мало је вероватно да је случајност да би он био задужен за вађење камена за овај храм.